# Lijst van voetbalinterlands Brunei - Indonesië
Deze lijst van voetbalinterlands is een overzicht van alle officiële voetbalwedstrijden tussen de nationale teams van Brunei en Indonesië. De landen speelden tot op heden elf keer tegen elkaar. De eerste ontmoeting, een kwalificatiewedstrijd voor de Azië Cup 1972, vond plaats in Bangkok (Thailand) op 28 mei 1971. Het laatste duel, een kwalificatiewedstrijd voor het Wereldkampioenschap voetbal 2026, werd gespeeld op 17 oktober 2023 in Bandar Seri Begawan.

## Wedstrijden
| №  | Plaats              | Datum             | Competitie                      | Wedstrijd          | Uitslag |
| -- | ------------------- | ----------------- | ------------------------------- | ------------------ | ------- |
| 1  | Bangkok             | 28 mei 1971       | Azië Cup 1972 kwalificatie      | Indonesië − Brunei | 9 − 0   |
| 2  | Shah Alam           | 22 november 1977  | Zuidoost-Aziatische Spelen 1977 | Indonesië − Brunei | 4 − 0   |
| 3  | Singapore           | 6 juni 1983       | Zuidoost-Aziatische Spelen 1983 | Indonesië − Brunei | 1 − 1   |
| 4  | Bangkok             | 11 december 1985  | Zuidoost-Aziatische Spelen 1985 | Brunei − Indonesië | 1 − 1   |
| 5  | Jakarta             | 12 september 1987 | Zuidoost-Aziatische Spelen 1987 | Brunei − Indonesië | 0 − 2   |
| 6  | Kuala Lumpur        | 21 augustus 1989  | Zuidoost-Aziatische Spelen 1989 | Indonesië − Brunei | 6 − 0   |
| 7  | Bandar Seri Begawan | 9 augustus 1999   | Zuidoost-Aziatische Spelen 1999 | Indonesië − Brunei | 3 − 0   |
| 8  | Bandar Seri Begawan | 26 september 2012 | Vriendschappelijk               | Brunei − Indonesië | 0 − 5   |
| 9  | Kuala Lumpur        | 26 december 2022  | Zuidoost-Azië Cup 2022          | Brunei − Indonesië | 0 − 7   |
| 10 | Jakarta             | 12 oktober 2023   | WK 2026 kwalificatie            | Indonesië − Brunei | 6 − 0   |
| 11 | Bandar Seri Begawan | 17 oktober 2023   | WK 2026 kwalificatie            | Brunei − Indonesië | 0 − 6   |

## Samenvatting
| Competitie                 | Totaal gespeeld | Winst Brunei | Gelijk | Winst Indonesië | Doelsaldo Brunei – Indonesië |
| -------------------------- | --------------- | ------------ | ------ | --------------- | ---------------------------- |
| WK-kwalificatie            | 2               | 0            | 0      | 2               | 0 − 12                       |
| Azië Cup−kwalificatie      | 1               | 0            | 0      | 1               | 0 − 9                        |
| Zuidoost-Azië Cup          | 1               | 0            | 0      | 1               | 0 − 7                        |
| Zuidoost-Aziatische Spelen | 6               | 0            | 2      | 4               | 2 − 17                       |
| Vriendschappelijk          | 1               | 0            | 0      | 1               | 0 − 5                        |
| Totaal                     | 11              | 0            | 2      | 9               | 2 − 50                       |

Wedstrijden bepaald door strafschoppen worden, in lijn met de FIFA, als een gelijkspel gerekend.
NFABD
Bermuda ·
Bhutan ·
Cambodja ·
China ·
Filipijnen ·
Hongkong ·
India ·
Indonesië ·
Japan ·
Jemen ·
Laos ·
Macau ·
Malediven ·
Maleisië ·
Mongolië ·
Myanmar ·
Nepal ·
Oost-Timor ·
Pakistan ·
Rusland ·
Singapore ·
Sri Lanka ·
Tadzjikistan ·
Taiwan ·
Thailand ·
Vanuatu ·
Verenigde Arabische Emiraten ·
Zuid-Korea
PSSI · 
Indonesisch vrouwenelftal
WK 1938
OS 1956
Afghanistan ·
Andorra ·
Argentinië ·
Australië ·
Bahrein ·
Bangladesh ·
Bhutan ·
Bosnië en Herzegovina ·
Brunei ·
Bulgarije ·
Burundi ·
Cambodja ·
Canada ·
China ·
Cuba ·
Curaçao ·
DDR ·
Denemarken ·
Dominicaanse Republiek ·
Egypte ·
Estland ·
Fiji ·
Filipijnen ·
Ghana ·
Guinee ·
Guyana ·
Hongarije ·
Hongkong ·
India ·
Irak ·
Iran ·
Jamaica ·
Japan ·
Jemen ·
Joegoslavië ·
Jordanië ·
Kameroen ·
Kenia ·
Kirgizië ·
Koeweit ·
Kroatië ·
Laos ·
Liberia ·
Libië ·
Liechtenstein ·
Litouwen ·
Malediven ·
Maleisië ·
Malta ·
Marokko ·
Mauritius ·
Moldavië ·
Myanmar ·
Nederland ·
Nepal ·
Nieuw-Zeeland ·
Nigeria ·
Noord-Korea ·
Oezbekistan ·
Oman ·
Oost-Timor ·
Pakistan ·
Palestina ·
Papoea-Nieuw-Guinea ·
Paraguay ·
Puerto Rico ·
Qatar ·
Saoedi-Arabië ·
Senegal ·
Singapore ·
Sri Lanka ·
Syrië ·
Taiwan ·
Tanzania ·
Thailand ·
Turkmenistan ·
Uruguay ·
Vanuatu ·
Verenigde Arabische Emiraten ·
Vietnam ·
Zimbabwe ·
Zuid-Jemen ·
Zuid-Korea ·
Zuid-Vietnam